# Bring Ya To The Brink World Tour
Fue la décima gira en solitario de la cantante Cyndi Lauper. La gira contó con canciones de su álbum Bring ya to the brink y unos éxitos. Lauper recaudó más de 30 millones de dólares con esta gira. Visitó los siguientes lugares (Por orden de visita): Japón, Inglaterra, Escocia, Irlanda, Francia, Luxemburgo, Dinamarca, Noruega, Suecia, Finlandia, Austria, Suiza, Alemania, Países Bajos, Puerto Rico, Brasil, Argentina, Chile, Perú y Venezuela. En Japón se le cambió el nombre de la gira a Cyndi Lauper ♥ Japan Tour 2008.

## Listado de canciones
El listado de canciones varía depende el lugar.
Unos ejemplos:
Concierto del 10 de octubre de 2008, en el Bridgewater Hall, Mánchester, Gran Mánchester, Inglaterra.
1. Into the Nightlife
2. Set Your Heart
3. Change of Heart
4. When You Were Mine
5. She Bop
6. Hole in My Heart (All the Way to China)
7. Echo
8. Rocking Chair
9. All Through the Night
10. Lyfe
11. Sally's Pigeons
12. True Colors
13. I Drove All Night
14. Girls Just Want to Have Fun
15. Same Ol' Story
16. Time After Time
17. The Goonies 'R' Good Enough
18. Money Changes Everything
19. Fearless

Concierto del 13 de noviembre de 2008, la ciudad de São Paulo, São Paulo, Brasil.
1. Change of Heart
2. Set Your Heart
3. Grab a Hold
4. When You Were Mine
5. Echo
6. Into the Nightlife
7. All Through the Night
8. I Drove All Night
9. The Goonies 'R' Good Enough
10. Money Changes Everything
11. Fearless
12. Time After Time
13. Rocking Chair
14. Girls Just Want to Have Fun
15. True Colors

Concierto del 19 de noviembre de 2008, en el teatro Bourbon Country, Porto Alegre, Rio Grande do Sul, Brasil.
1. Change of Heart
2. Set Your Heart
3. Grab a Hold
4. When You Were Mine
5. She Bop
6. Echo
7. Into the Nightlife
8. All Through the Night
9. I Drove All Night
10. Money Changes Everything
11. Shine
12. Sisters of Avalon
13. The Goonies 'R' Good Enough
14. Rain on Me
15. Time After Time
16. I'm Gonna Be Strong
17. Girls Just Want to Have Fun
18. Fearless
19. True Colors

- Datos: Q5734018